# Peperomia obtusifolia
Peperomia obtusifolia es una especie de planta con flores de la familia Piperaceae, originaria de Florida, México y el Caribe.
El epíteto específico obtusifolia significa "de hojas romas".

## Descripción
Es una planta herbácea y perenne que crece unos 25 cm de alto y ancho, con hojas coriáceas y redondeadas, y espigas de unos 12 cm de largo con diminutas flores blancas.
No requiere de muchos cuidados, basta con una buena iluminación (sin llegar a ser excesiva) para mantener el color brillante e intenso de las hojas, estas junto con el tallo son carnosas, por lo que no necesitan un riego muy abundante o frecuente, si las tempreraturas bajan a menos de 15 °C o hay mucho viento, es aconsejable su cultivo en interiores, sobre todo en regiones templadas. Es una planta muy fácil de reproducir por medio de esquejes de tallos con algunas hojas o incluso hojas sueltas, (los tallos sin hojas no sirven de esquejes). Se han desarrollado numerosos cultivares, algunos de los cuales muestran variegación en las hojas, debido a esto, P. obtusifolia obtuvo el Galardón al Mérito en Jardinería de la Real Sociedad de Horticultura.

## Plagas y enfermedades
En general es una planta resistente, aunque puede llegar a tener problemas con áfidos y cochinillas de harina, un riego excesivo puede causar pudrición en las raíces.

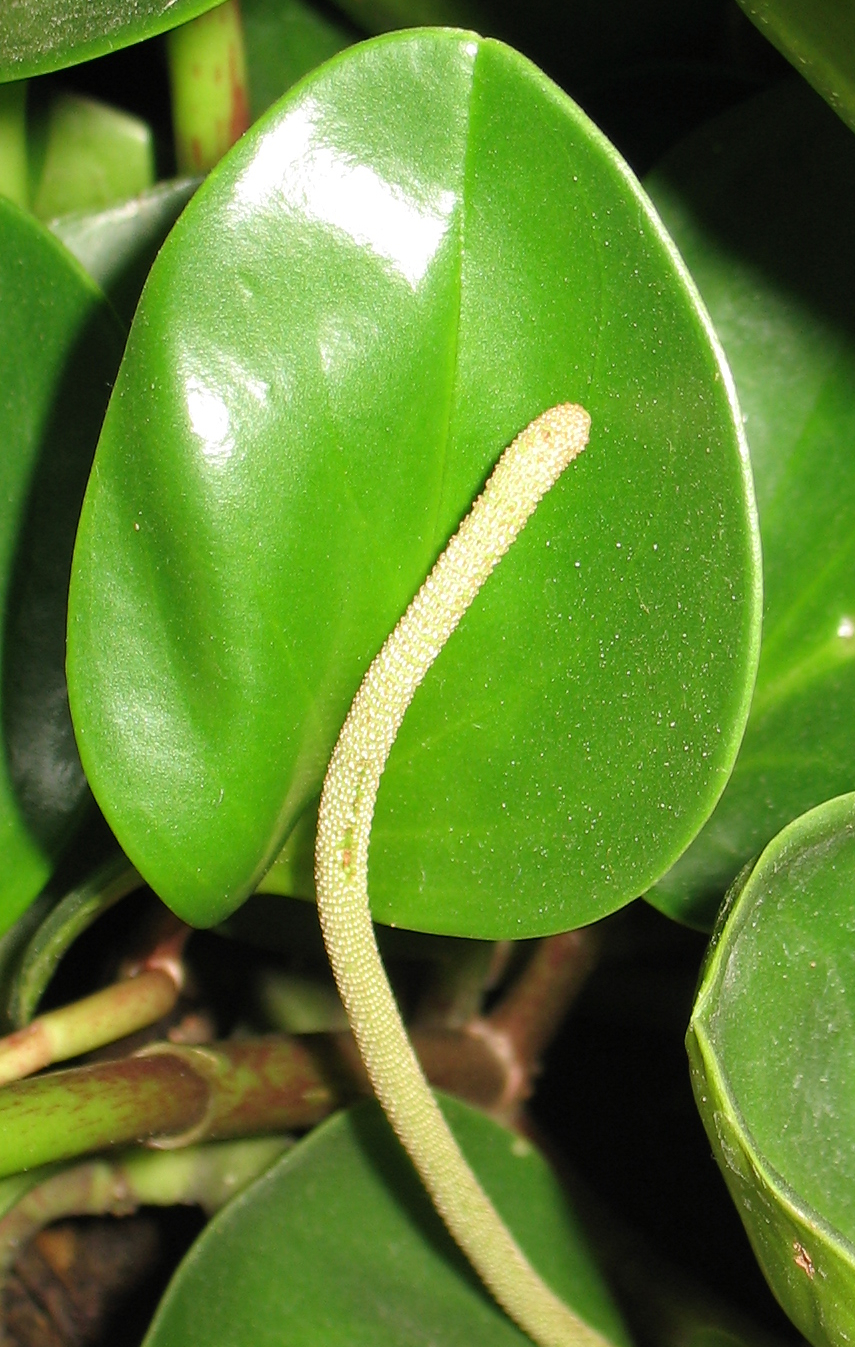
Detalle de hoja con inflorescencia

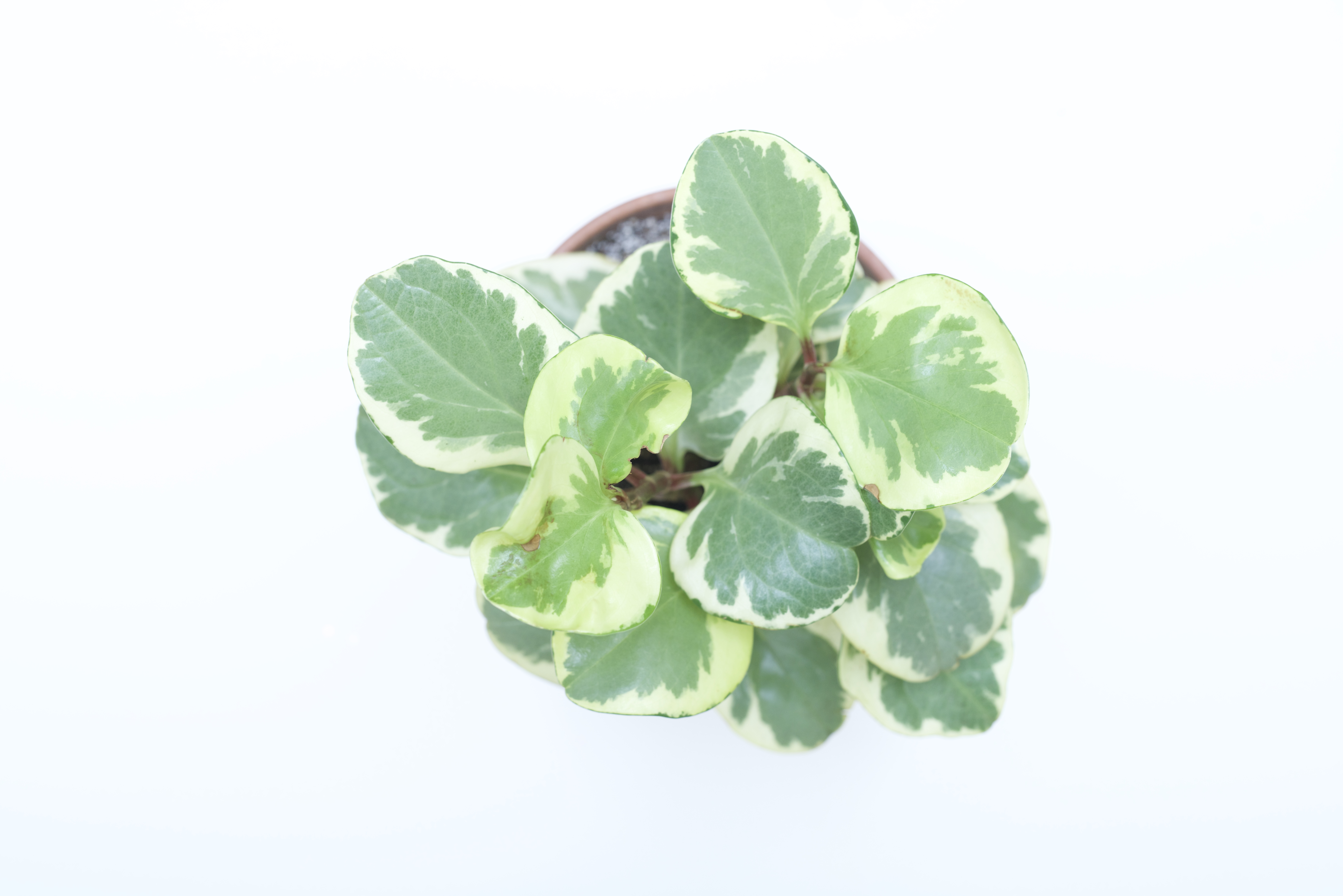
Cultivar variegado

## Galería

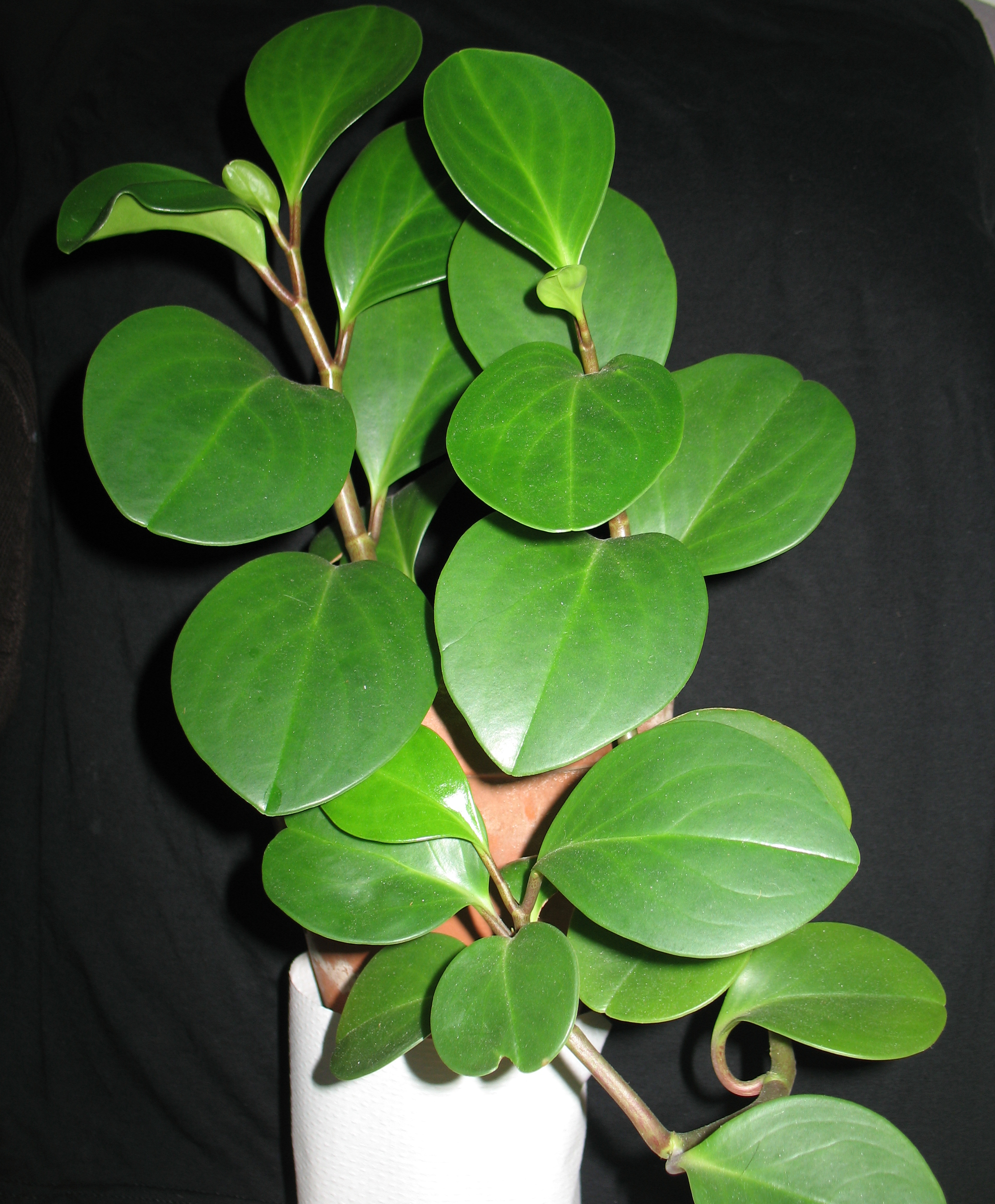
Tallo frondoso
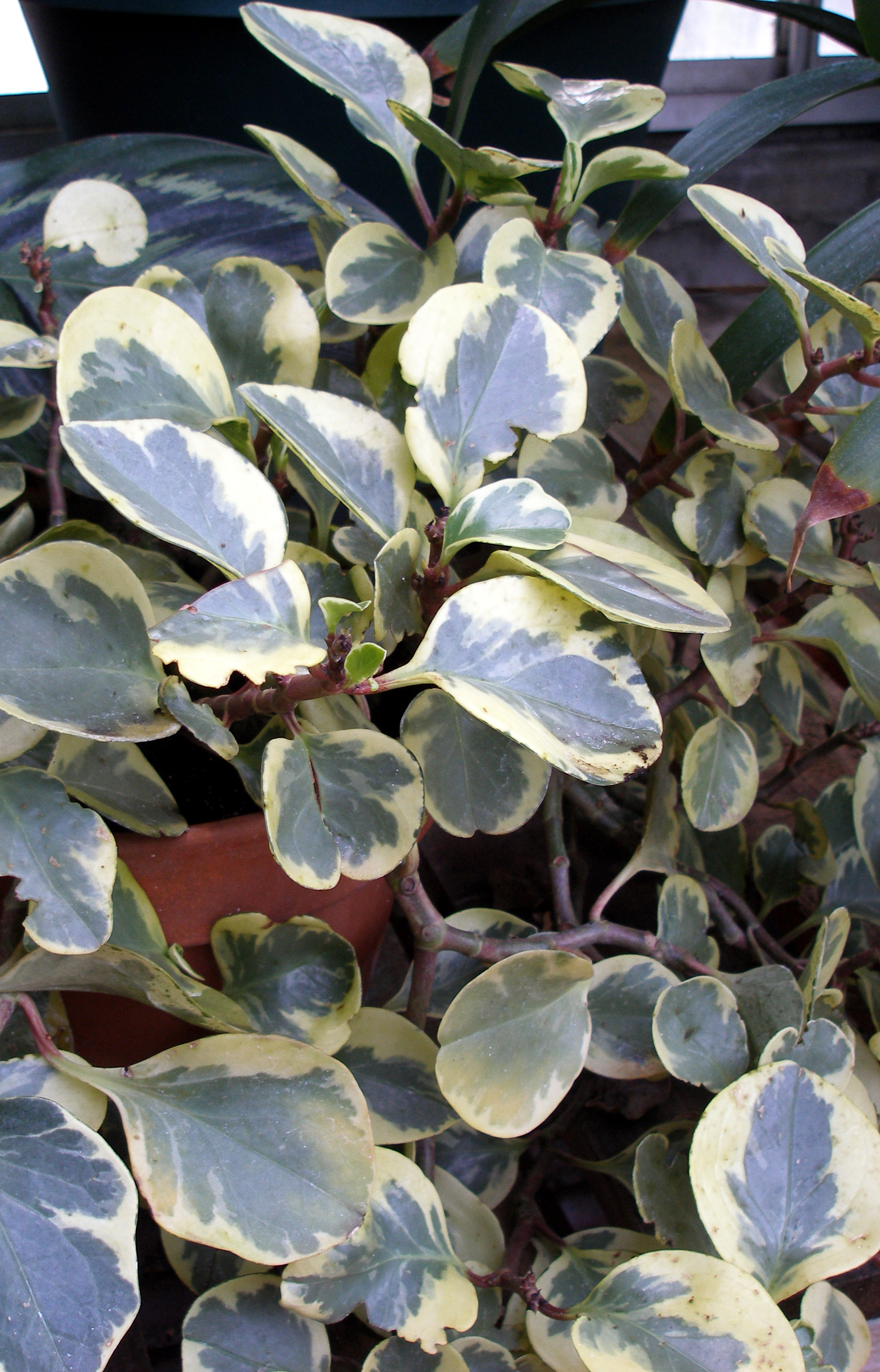
Cultivar variegado